# 더 슈라우드
"더 슈라우드"(영어: The Shrouds)는 2024년 제작된 바디 호러 영화이다. 데이비드 크로넌버그가 감독과 각본을 맡았다. 2024년 칸 영화제 황금종려상 경쟁 후보작이다.